# 定结错
定结错（藏語：གཏིང་སྐྱེས་མཚོ།，威利转写：gting skyes mtsho，THL：Tingkyé Tso）位于中国西藏自治区日喀则市定结县境内，地处定结县东部，喜马拉雅山北麓的山间盆地内。为一座堰塞湖，湖面海拔4372米，面积12.7平方公里。湖中多岛屿，湖区年均气温2～4℃，年均降水量300～400毫米。属于恒河水系，湖水主要依靠冰雪融水和降水径流补给，湖水向南泄入叶如藏布，湖滨为藏南重要的牧场。定结错也被分为两部分，北部称强左错，南部称共左错。